# Gustaaf I van Zweden
Gustaaf I van Zweden, geboren als Gustav Eriksson van de adellijke Wasa-familie en later bekend als Gustaaf Wasa (kasteel Rydboholm bij Rydbo, 12 mei 1496 – Stockholm, 29 september 1560), was koning van Zweden van 1523 tot zijn dood.

## Vader des Vaderlands
Gustaaf I was de eerste vorst van het huis Wasa, een invloedrijke adellijke familie die voor een groot deel van de 16e en 17e eeuw als koningshuis fungeerde, en de eerste dynastie die bij wet regeerde als erfelijke vorsten van Zweden. Gustaaf werd tot regent verkozen in 1521 als aanvoerder van de Zweedse Bevrijdingsoorlog tegen Christiaan II van Denemarken, de leider van de Unie van Kalmar die over het grootste deel van Zweden heerste op dat moment.
Gustaaf was een raadselachtige persoon die niet alleen als de bevrijder van het land geldt, maar ook als een tirannieke heerser. In 1523 kwam hij aan de macht van een verdeeld land zonder centrale regering. Hij werd de eerste echte autocratische inheemse Zweedse soeverein en was een bekwame propagandist en bureaucraat die de fundamenten legde voor een efficiënte centrale regering. Hij vestigde een erfelijke monarchie, in plaats van het electorale koningschap waar enkele heersersfamilies traditioneel voor in aanmerking kwamen. Tijdens zijn heerschappij werd het protestantisme geïntroduceerd in het land.
In de traditionele Zweedse geschiedenis wordt hij bestempeld als de grondlegger van het moderne Zweden en de 'vader des vaderlands'. Hij vergeleek zich graag met Mozes, omdat die ook zijn volk had bevrijd en een staat had gevestigd. Gustaaf is bekend om zijn meedogenloze methoden en zijn norsheid, maar hij hield van muziek en hield er een zekere sluwe humor op na.

## Afstamming
Gustaaf was de oudste zoon van de edelman Erik Johansson (de toevoeging ‘Wasa’ kwam pas in later tijden), wiens moeder de zuster was van de voormalige regent Sten Sture de Oudere. Beiden zouden afstammen van de vroegere Zweedse koning Sverker II. De familie Wasa was al een invloedrijke familie en Erik Johansson was heer van het kasteel Rydboholm in Rydbo, waar Gustaaf ter wereld kwam.
Gustaafs moeder heette Cecilia Månsdotter. Zij was afkomstig uit de streek rond Örebro. Uit hun huwelijk kwamen naast Gustaaf nog zeven andere kinderen voort, vijf dochters en twee zonen.

## Jeugd (1496-1523)
Vanaf zijn 13e jaar studeerde Gustaaf Duits en Latijn aan de universiteit van Uppsala. Na zijn opleiding werd hij naar het hof van Sten Sture de Jongere gestuurd om daar de hofregels te leren en hem op te leiden als officier. Onder invloed van zijn vader, maar vooral ook tijdens zijn verblijf aan het hof van Sten, maakte Gustaaf al vroeg kennis met de roep om vrijheid van de Zweden. De permanente dreiging van een nieuwe invasie van de Denen zorgde ervoor dat Gustaaf al in 1518 bij de Slag bij Bränkyrka (2 oktober) meeliep als vlaggendrager van de Zweedse legers tegen Christiaan II van Denemarken. Hoewel de Deense koning verslagen werd, werd Gustaaf als krijgsgevangene meegenomen naar Denemarken, waar hij op het eiland Kalø (voor de kust van Aarhus) werd vastgehouden.
Hij slaagde er evenwel in om in 1519 te ontsnappen en wist zich acht maanden lang schuil te houden in het huis van de burgemeester van Lübeck. Op 31 mei 1520 maakte hij de overtocht naar Zweden, waar hij bij Kalmar aan land kwam en op het kasteel van Kalmar onderdak vond. Om de vrijheidsstrijd voort te zetten, wat voortkwam uit zijn gedwongen verblijf in Denemarken en de ophanden zijnde kroning van Christiaan II tot koning van Zweden, besloot hij om naar Dalarna te gaan en daar troepen te verzamelen. Eenmaal daar aangekomen bleek de bereidwilligheid daartoe klein, totdat bekend werd wat er zich tussen 7 en 10 november 1520 had afgespeeld in de hoofdstad (Stockholms bloedbad). Onder de geëxecuteerden bevonden zich ook Gustaafs vader en Gustaafs zwager.
Vanaf 1521 ging Gustaaf met behulp van een klein leger de strijd aan met de Denen. Deze periode vormt het begin van de Zweedse Onafhankelijkheidsoorlog (Zweeds: Befrielsekriget). Al in april 1521 vonden de Slag bij Brunbäcks färja en de Slag bij Västerås plaats, die beide leidden tot een Zweedse overwinning. Hierop volgde in augustus de benoeming van Gustaaf tot regent in Strägnäs.

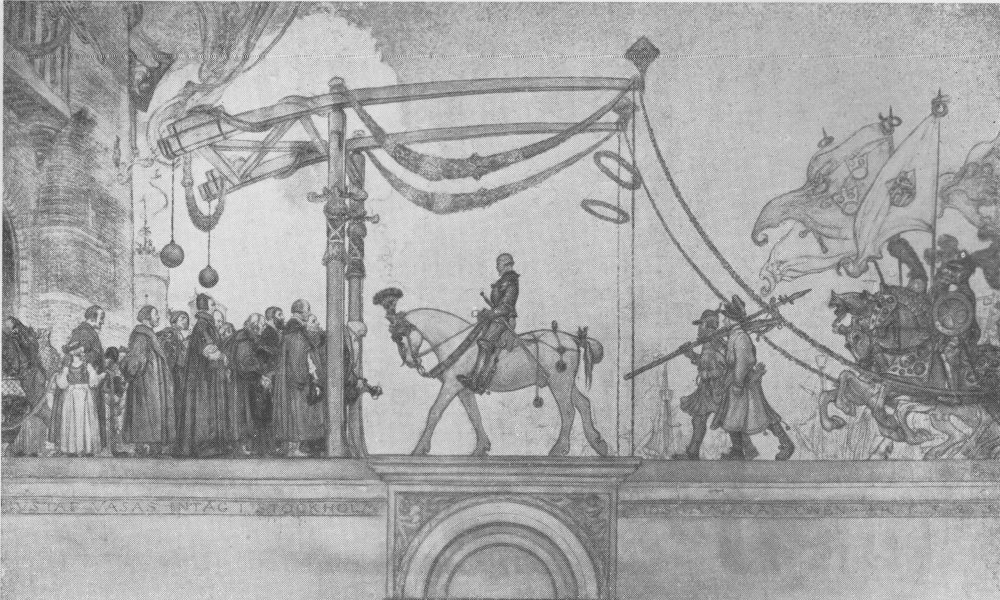
Intocht in Stockholm

Met de steun van de Hanzestad Lübeck ging de strijd onverminderd door en in 1523 volgden er twee belangrijke overwinningen: op 27 mei 1523 werd de stad Kalmar ingenomen, waarna op 17 juni 1523 de hoofdstad Stockholm volgt. (In september zou de ook het Zweedse deel van Finland door de rebellen bevrijd worden.)
Inmiddels was Gustaaf op 6 juni 1523 gekozen tot koning van Zweden (de officiële kroning zou op 12 januari 1528 plaatsvinden in Uppsala), waardoor theoretisch een einde werd gemaakt aan de overheersing van de Denen. Dit werd op 1 september 1524 vastgelegd in het vredesverdrag van Malmö, waardoor naast de Zweedse onafhankelijkheid, tevens een einde kwam aan de Unie van Kalmar (Officieel zou de Unie van Kalmar nog blijven voortbestaan als verbond tussen Denemarken en Noorwegen. Pas vanaf 1536 zou Noorwegen meer als provincie van de Deense Staat fungeren en had Denemarken alle overzeese gebieden (waaronder IJsland en Groenland) als kroondomeinen ingenomen).

## Gustaafs koningschap (1523-1560)
Zweden was in 1523 een verdeeld land. Evenals ten tijde van de Unie van Kalmar waren er nog steeds tegenwerkende groepen binnen adel en de geestelijke stand die behoorden tot de pro-unionisten. Van een centraal bestuur was ook geen sprake. Alle provincies hadden een eigen bestuur en legden daarover geen verantwoording af aan Stockholm. Zelfs op het gebied van de communicatie heerste er verdeeldheid, doordat het land geen algemene taal kende.
Om alles in goede banen te leiden werd Gustaaf gedwongen impopulaire maatregelen te nemen, waarvan een van de eerste, de hervorming van de kerk, een van de ingrijpendste was. Na zijn benoeming tot koning was de afzetting van de aartsbisschop Gustaaf Trolle een logisch gevolg om zo een einde te maken aan sympathisanten van de Deense monarchie. Gustaaf Trolle had een zeer dubieuze rol gespeeld tijdens het Stockholms Bloedbad en was na Christiaans vertrek uit Zweden aangesteld als bestuurder uit zijn naam. Gustaaf beschouwde Trolle als verrader en verdreef hem uit Zweden. In een brief rechtstreeks gericht aan de paus beval hij een nieuwe kandidaat voor het aartsbisschopschap aan, Johannes Magnus. Het antwoord van de paus volgde snel. Trolles afzetting was onwettig en de aartsbisschop moest zo snel mogelijk in zijn ambt hersteld worden. Dit was voor Gustaaf ondenkbaar en in een vervolg liet hij de paus weten aan zijn verzoek geen gehoor te kunnen geven en wees hij de paus ook op de eventuele gevolgen die hieruit zouden kunnen voorkomen, indien hij zijn standpunt niet wijzigde. Het was ook in die tijd, dat Gustaaf gebieden en eigendommen van de kerk confisqueerde om daarmee de groeiende bureaucratie en legers te bekostigen.
Daar de paus bleef volharden in zijn standpunt nam Gustaaf in 1531, onder invloed van de Lutheraanse geleerde Olaus Petri, zelf het initiatief en benoemde de broer van Olaus, Laurentius Petri, tot aartsbisschop.(Door bemiddeling van de broer van de beoogde aartsbisschop Johannes Magnus, Olaus, was ondertussen de paus overtuigd geraakt van de onmogelijkheid om Trolle in zijn ambt te herstellen en verklaarde zich in 1533 bereid Johannes alsnog tot aartsbisschop te wijden. Doordat Zweden zich los had gemaakt van Rome, besloot Johannes in Rome te blijven en zijn ambt in Zweden niet op te nemen).

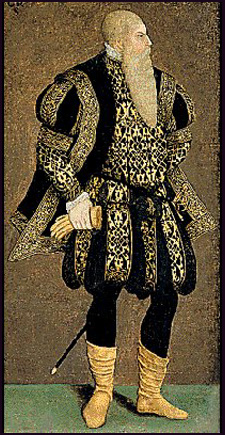
Gustaaf op latere leeftijd

Na de aanstelling van Petri leidden de broers een actieve campagne voor de verspreiding van het geloof volgens de leer van Luther. Resultaten waren o.a. het afschaffen van het celibaat en de publicatie van het Nieuwe Testament in de landstaal.
De introductie van de nieuwe leer stuitte op veel weerstand, Vooral in de streek Dalarna vonden er in de eerste tien jaar van Gustaafs regering drie opstanden plaats die zich tegen het protestantisme richtten en de meedogenloosheid van Gustaaf in zijn optreden tegen vroegere aanhangers van de Unie van Kalmar. Gustaaf trad hard op tegen deze opstandelingen en velen moesten dit met de dood bekopen.
Niet alleen in de verspreiding van de leer, maar ook de mate van inmenging van de staat in de nieuwe kerk zorgde voor conflicten. In 1539 werd Olaus Petri opgepakt voor verraad en veroordeeld tot de doodstraf. Door ingrijpen van zijn vrienden kreeg hij gratie, op voorwaarde dat hij zich meer op de achtergrond zou houden.
Een andere grote opstand brak in 1542 uit in het zuiden van Zweden, in Småland. Dit gebied, dat op de grens lag met Denemarken (het Deense bezit Skåneland), had zwaar te lijden onder het handelsverbod dat Gustaaf had ingevoerd. Hoge belastingen en de hardhandige wijze waarop de leer van Luther werd geïntroduceerd waren bijkomende factoren. Onder leiding van Nils Dacke gingen de bewoners de strijd aan met de huurlingen van Gustaaf, die echter niet konden doordringen; het dichtbeboste gebied vormde hierbij een zwaar obstakel. Gustaaf werd gedwongen in november een staakt-het-vuren voor een jaar af te kondigen, waardoor Småland in feite een zelfstandig bestuurd gebied werd, onder leiding van Nils Dacke.
Gustaaf stuurde echter een brief naar het bestuur van Dalarna, waarin hij hen vroeg om iedere provincie een brief te schrijven, waarin stond, dat Dalarna de koning zou steunen met troepen en dat iedere provincie werd opgeroepen hetzelfde te doen. Gustaaf kreeg zijn troepen en in het daaropvolgend voorjaar werd de opstand neergeslagen. De leider, Nils Dacke, werd gezien als een landverrader en werd op de grens met Blekinge doodgeschoten. Op bevel van Gustaaf werd zijn lichaam postuum gevierendeeld en de stukken tentoongesteld als afschrikmiddel voor toekomstige opstandelingen.
In 1554 begon Gustaaf I een oorlog tegen het tsaardom Rusland. Aan de grens van Zweden met het tsaardom hadden zich enige incidentjes voorgedaan, maar de hoofdreden voor de oorlog was de kleinerende manier waarop tsaar Ivan IV was omgegaan met een delegatie van de Zweedse regering. Gustaaf was ervan uitgegaan, dat de delegatie ontvangen zou worden op het Kremlin in Moskou, maar in plaats daarvan werd zij ontvangen door de gouverneur van Novgorod aldaar. Uit woede hadden Zweedse troepen daarop een Russisch fort belegerd en gebombardeerd. De reactie van de Russen volgde snel. In Vyborg werd het kasteel belegerd en de omliggende gebieden geplunderd. Na zo drie jaar kwamen beide partijen echter overeen de strijd te staken.

## Dood van de koning

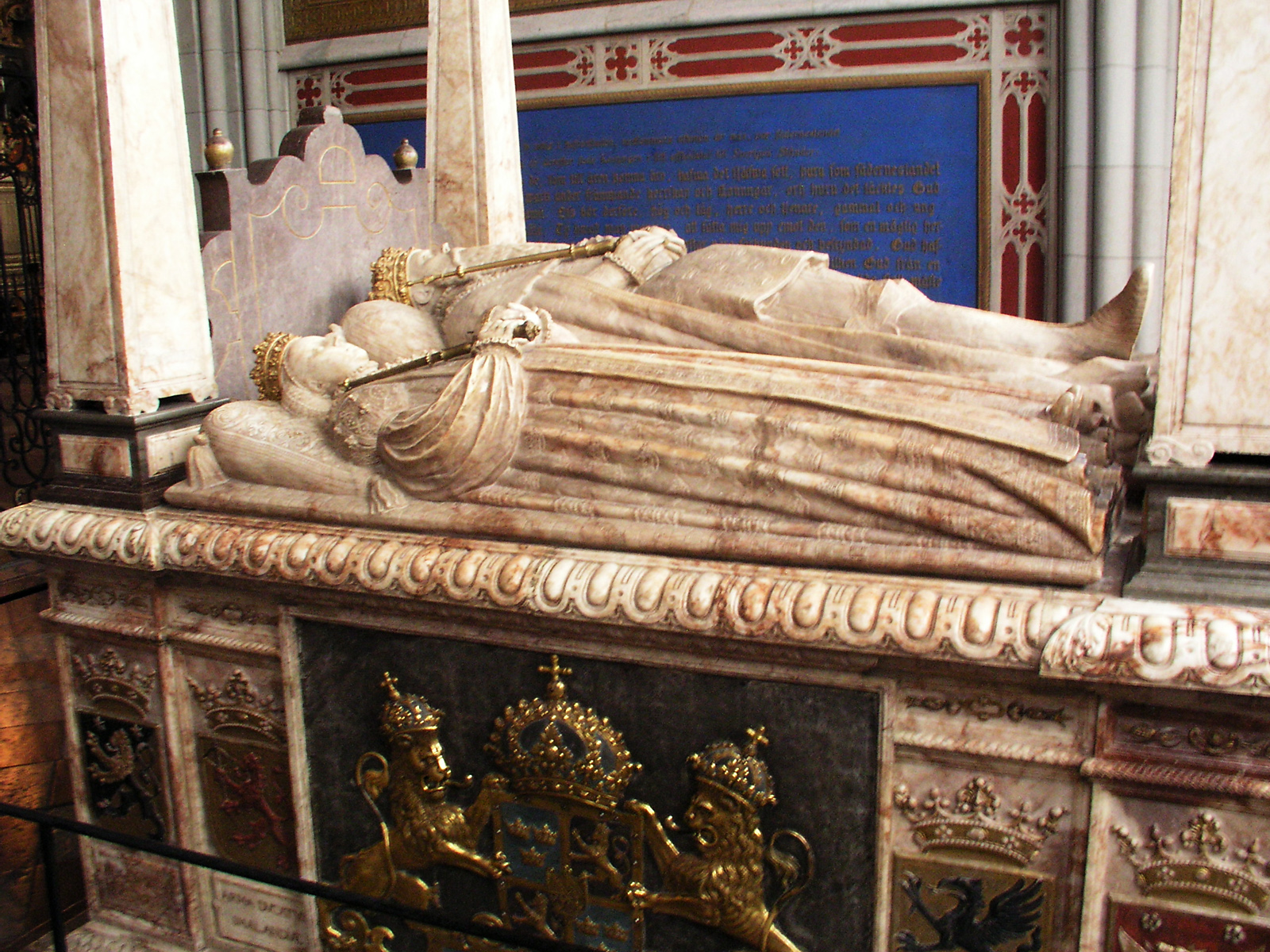

Aan het einde van de jaren 50 werd de gezondheid van Gustaaf snel slechter. Op 29 september 1560 stierf hij, 64 jaar oud, aan de gevolgen van chronische infecties. Samen met zijn twee overleden vrouwen werd hij begraven in de kathedraal van Uppsala. Hij werd opgevolgd door zijn zoon Erik uit zijn eerste huwelijk.

## Erfenis
Onder Gustaafs autocratische bewind werd echter een begin gemaakt met de vereniging van het land, de stichting van de Zweedse Nationale Kerk en de opbouw van een Zweeds leger, dat in later jaren Zweden tot een grootmacht zou maken.
Ter ere van zijn verkiezing tot koning op 6 juni 1523 geldt die datum nog steeds als nationale feestdag in Zweden. Gustaaf is de oprichter van een van de oudste orkesten ter wereld, de Kungliga Hovkapellet (Koninklijke Hofkapel).
In Finland herinneren de naam van de stad Vaasa aan hem en in Helsinki werd een monument geplaatst ter herinnering aan de stichting van de stad door Gustaaf in 1550.

## Huwelijken en kinderen
Gustaaf is drie maal getrouwd geweest.
1. Op 24 september 1531 trouwde hij met Catharina van Saksen-Lauenburg, dochter van hertog Magnus I van Saksen-Lauenburg. Dit huwelijk duurde vier jaar en bracht één zoon voort:
1. Erik (1533-1577), de opvolger van Gustaaf I als Erik XIV

2. Op 1 oktober 1536 trouwde hij met Margaretha Leijonhufvud, dochter van een Zweeds edelman, die tijdens het Stockholms bloedbad was vermoord. Uit dit huwelijk werden tien kinderen geboren:
1. Johan (1537-1592), de opvolger van Erik XIV als Johan III
2. Catharina (6 juni 1539-21 december 1610), gehuwd met Edzard II van Oost-Friesland,
3. Cecilia (6 november 1540-27 januari 1627), in 1564 gehuwd met markgraaf Christoffel II van Baden-Rodemachern
4. Magnus (25 juni 1542-2 juni 1595), hertog van Östergötland
5. Karel (1544)
6. Anna Maria (9 juni 1545-3 maart 1610), gehuwd met George Johan I van Palts-Veldenz
7. Sten (1546-1549)
8. Sophia (29 oktober 1547-3 maart 1611), gehuwd met Magnus II van Saksen-Lauenburg
9. Elisabeth (4 april 1549-12 november 1597), gehuwd met Christoffel van Mecklenburg
10. Karel IX (1550-1611), de opvolger van Sigismund III (zoon van Johan III) als Karel IX

3. Op 22 augustus 1552 trouwde hij met Katarina Stenbock, dochter van de zuster van zijn tweede vrouw.
Erik VI · Olaf II · Anund Jacob · Emund · Stenkil · Erik VII · Erik VIII · Halsten · Haakon · Inge I · Sven · Erik Årsäll · Filips · Inge II · Ragnvald · Magnus · Sverker I · Erik IX · Karel VII · Knoet I · Sverker II · Erik X · Johan I · Erik XI · Knoet II · Waldemar I · Magnus I · Birger I · Magnus II · Albrecht · Margaretha · Erik XIII · Christoffel · Karel VIII · Christiaan I · Johan II · Christiaan II · Gustaaf I · Erik XIV · Johan III · Sigismund · Karel IX · Gustaaf II Adolf · Christina · Karel X Gustaaf · Karel XI · Karel XII · Ulrike Eleonora · Frederik · Adolf Frederik · Gustaaf III · Gustaaf IV Adolf · Karel XIII · Karel XIV Johan · Oscar I · Karel XV · Oscar II · Gustaaf V · Gustaaf VI Adolf · Carl Gustaf XVI
- Bibsys: 95009008
- Biblioteca Nacional de España: XX897498
- Bibliothèque nationale de France: cb13562831n (data)
- Catàleg d'autoritats de noms i títols de Catalunya: 981058618389206706
- Gemeinsame Normdatei: 118699431
- International Standard Name Identifier: 0000 0000 6133 2050
- KulturNav: 2c3da54d-9813-4972-b1d8-76a224211e19
- Library of Congress Control Number: n82013210
- Nationale Bibliotheek van Israël: 987007453006005171
- Nationale Bibliotheek van Polen: a0000001198610
- Nederlandse Thesaurus van Auteursnamen: 070529949
- LIBRIS: 58087
- Système universitaire de documentation: 068706995
- Virtual International Authority File: 59878606
- WorldCat: E39PBJtRGYTjKq9X8wRV98FBT3